# János György Szilágyi
János György Szilágyi (16 de julho de 1918 – 7 de janeiro de 2016) foi um historiador húngaro que foi um especialista em antigo teatro e arte grega. Ele nasceu em Budapeste. Em 2011 foi agraciado com a Ordem do Mérito da República da Hungria. Ele morreu aos 97 anos de idade em 2016.